# وزغ ژاپنی
وزغ ژاپنی (نام علمی: Bufo japonicus) نام یک گونه از سرده وزغ است.